# Iudicium Verlag

Logo

Die Iudicium Verlag GmbH mit Sitz in München ist ein Fachverlag für geistes- und sozialwissenschaftliche Publikationen in den Themengebieten Ostasienkunde, Germanistik, Literaturwissenschaft und Deutsch als Fremdsprache.
Der Verlag wurde 1983 von dem Germanisten und ausgewiesenen Japanforscher Peter K. Kapitza gegründet. Das Verlagsprogramm umfasst Fachzeitschriften und Monografien mit den Schwerpunkten „Japan und Ostasien“, „Germanistik/Deutsch als Fremdsprache“ sowie „Kulturwissenschaften“. Seit 1988 gibt der Verlag die Zeitschrift Hefte für Ostasiatische Literatur heraus, die ab November 1992 (mit der Nummer 13) halbjährlich erscheint.
Ein Projekt des Verlages ist die Herausgabe des „Großen japanisch-deutschen Wörterbuches“. Es ist das bisher umfangreichste japanisch-fremdsprachige Wörterbuch-Projekt weltweit und umfasst die japanische Sprache von der frühen Meiji-Zeit bis in die Gegenwart. Die Arbeiten am Wörterbuch wurden mit dem Erscheinen des 3. Bandes im März 2022 abgeschlossen. Das Projekt wurde seit 1998 am Deutschen Institut für Japanstudien in Tōkyō erarbeitet. Ab November 2006 war das von Irmela Hijiya-Kirschnereit, Jürgen Stalph, Wolfgang E. Schlecht und Ueda Kōji herausgegebene Projekt dann vollverantwortlich an der Freien Universität Berlin angesiedelt.